# Smocze łodzie na Plażowych Igrzyskach Azjatyckich 2012 - 500 metrów kobiet
Wyścigi smoczych łodzi na dystansie 500 metrów kobiet podczas III Plażowych Igrzysk Azjatyckich w Haiyan odbyły się 17 czerwca 2012 roku. Do rywalizacji przystąpiło sześć drużyn. Złoto zdobyła reprezentacja Chin.

## Wyniki
| Miejsce  | Drużyna   | Czas     |
| Wyścig 1 | Wyścig 1  | Wyścig 1 |
| -------- | --------- | -------- |
| 1        | Tajlandia | 2:11,852 |
| 2        | Japonia   | 2:16,497 |
| 3        | Hongkong  | 2:31,181 |
| Wyścig 2 |           |          |
| 1        | Indonezja | 2:09,065 |
| 2        | Chiny     | 2:12,167 |
| 3        | Makau     | 2:27,224 |

| Miejsce  | Drużyna  | Czas     |
| Wyścig 1 | Wyścig 1 | Wyścig 1 |
| -------- | -------- | -------- |
| 1        | Chiny    | 2:18,215 |
| 2        | Makau    | 2:21,473 |
| Wyścig 2 |          |          |
| 1        | Japonia  | 2:16,444 |
| 2        | Hongkong | 2:22,976 |

### Finały
| Miejsce | Drużyna   | Czas     |
| Finał A | Finał A   | Finał A  |
| ------- | --------- | -------- |
|         | Chiny     | 2:05,830 |
|         | Indonezja | 2:08,159 |
|         | Tajlandia | 2:09,019 |
| 4       | Japonia   | 2:16,008 |
| Finał B |           |          |
| 5       | Makau     | 2:21,936 |
| 6       | Hongkong  | 2:27,830 |